# Kim Berndt
Kim Berndt (* 26. September 1990) ist eine ehemalige deutsche Handballspielerin, die in der Bundesliga aktiv war.

## Karriere
Kim Berndt wuchs in Wendisch Evern auf und spielte bis zur B-Jugend beim HV Lüneburg. Im Jahr 2006 wechselte sie zur HSG Blomberg-Lippe. Mit der A-Jugend der HSG Blomberg-Lippe gewann sie 2008 die deutsche Meisterschaft. Zwei Jahre später unterschrieb die Rückraumspielerin einen Vertrag für die Bundesligamannschaft der HSG Blomberg-Lippe. Ab dem Sommer 2014 lief sie für den Bundesligisten Vulkan-Ladies Koblenz/Weibern auf. Im Oktober 2014 zog sich Berndt im Bundesligaspiel gegen die SG BBM Bietigheim einen Kreuzbandriss in linken Knie zu.
Berndt wechselte zur Saison 2015/16 zum Erstligisten Bayer Leverkusen, für den in der Vergangenheit auch ihre Tante Sigrid Berndt aktiv war. 2019 schloss sie sich dem Zweitligisten HL Buchholz 08-Rosengarten an. Mit HL Buchholz 08-Rosengarten stieg sie 2020 in die Bundesliga auf. Nach der Saison 2021/22 beendete Berndt ihre Karriere.